# 荏原金刀比羅神社
荏原金刀比羅神社（えばらことひらじんじゃ）は、東京都品川区荏原一丁目にある神社。

## 由緒
同神社は、1772年（安永元年）に高松城主・松平頼久の命令を受けた家臣の岡田友次郎が、高松の発展などのために、四国の金刀比羅宮の御分霊を祀ったのが始まりであるといわれている。その後、1930年（昭和5年）になって現在地に遷座し、今に至っている。

## アクセス
- 山手線・都営浅草線・東急池上線・五反田駅より徒歩15分
- 東急池上線・戸越銀座駅より徒歩7分
- 拝観は無料。

## 参考資料
- 東京都神社庁サイト